# Myiothlypis
Myiothlypis és un gènere d'ocells de la família dels parúlids (Parulidae).

## Taxonomia
Segons la Classificació del Congrés Ornitològic Internacional (versió 15.1, 2025) aquest gènere està format per 18 espècies:
- Bosquerola citrina (Myiothlypis luteoviridis Bonaparte, 1845)
- Bosquerola de Santa Marta (Myiothlypis basilica Todd, 1913)
- Bosquerola cellablanca (Myiothlypis leucophrys Pelzeln, 1868)
- Bosquerola groguenca (Myiothlypis flaveola Baird, SF, 1865)
- Bosquerola xiuladora (Myiothlypis leucoblephara Vieillot, 1817)
- Bosquerola camaclara (Myiothlypis signata Berlepsch & Stolzmann, 1906)
- Bosquerola de coroneta negra (Myiothlypis nigrocristata Lafresnaye, 1840)
- Bosquerola de carpó clar (Myiothlypis fulvicauda Spix, 1825)
- Bosquerola riberenca (Myiothlypis rivularis Wied-Neuwied, M, 1821)
- Bosquerola de dues bandes (Myiothlypis bivittata d'Orbigny & Lafresnaye, 1837)
- Bosquerola del Roraima (Myiothlypis roraimae Sharpe, 1885)
- Bosquerola ventredaurada (Myiothlypis chrysogaster Tschudi, 1844)
- Bosquerola del Chocó (Myiothlypis chlorophrys Berlepsch, 1907)
- Bosquerola embridada (Myiothlypis conspicillata Salvin & Godman, 1880)
- Bosquerola gorjagrisa (Myiothlypis cinereicollis Sclater, PL, 1864)
- Bosquerola de Fraser (Myiothlypis fraseri Sclater, PL, 1884)
- Bosquerola diademada (Myiothlypis coronata Tschudi, 1844)
- Bosquerola capgrisa (Myiothlypis griseiceps Sclater, PL & Salvin 1868)